# Andrea Barber

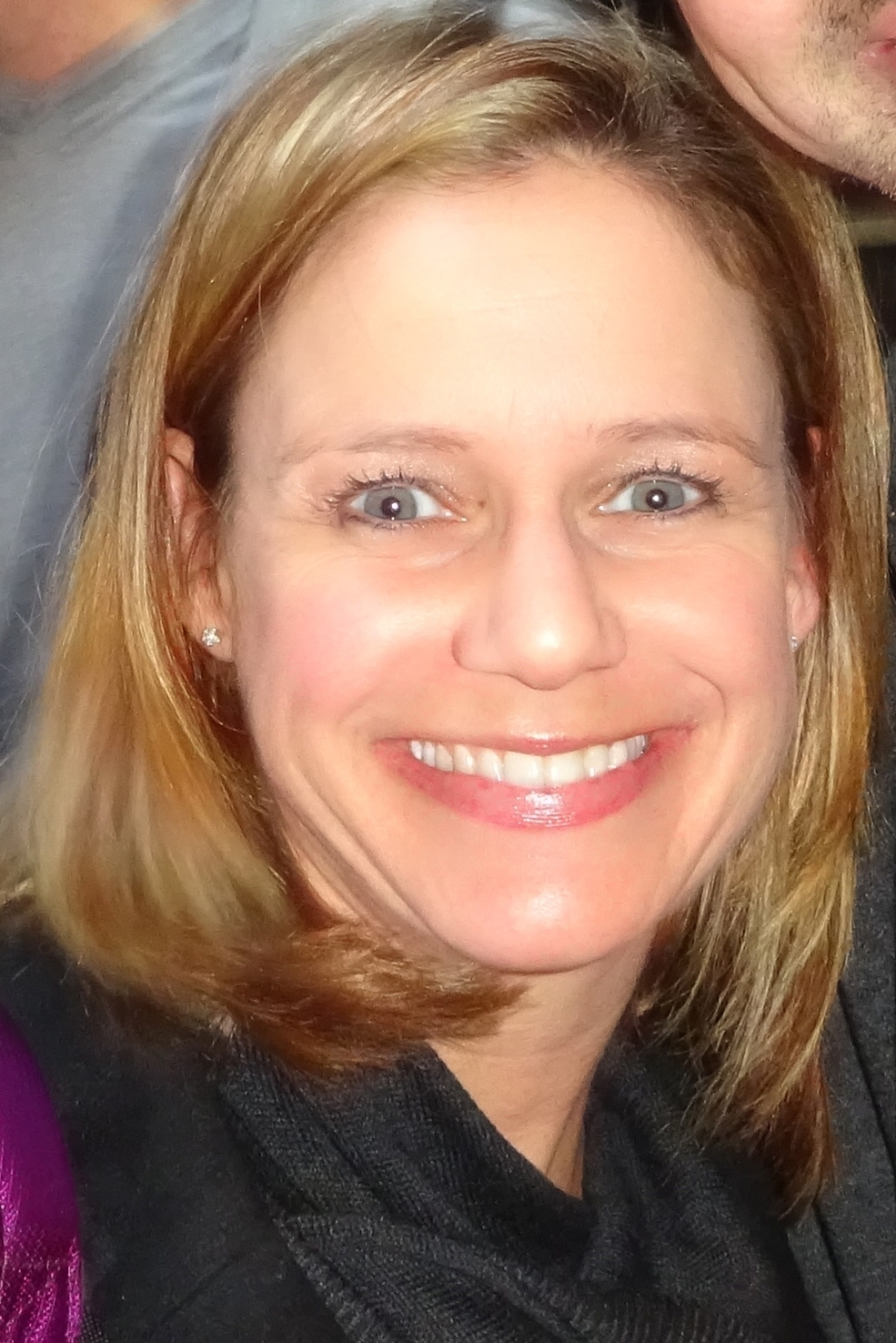
Andrea Barber (2016)

Andrea Laura Barber (* 3. Juli 1976 in Los Angeles, Kalifornien) ist eine US-amerikanische Schauspielerin, u. a. bekannt aus der Sitcom Full House. 

## Leben
Von 1982 bis 1986 spielte Barber in der TV-Soap Zeit der Sehnsucht die Rolle der Carrie Brady. 1985 spielte sie im Film Vergesst die Liebe nicht Jennifer und 1986 im Film The Leftovers Zoey. 2000 verkörperte sie im Film The Skateboard Kid II Tilly Curtis. Gastauftritte hatte sie 1985 als Cathy Marano in der Geschichte Ich heiße Sarah (If She Dies) der Folge 1.05 der Fernsehserie Unbekannte Dimensionen (The Twilight Zone) und  1990 als Rhonda Green in der Folge 6.05 Eine Frage der Ehre (Ben's Sure Thing) der Fernsehserie Unser lautes Heim (Growing Pains). Sie spielte von 1987 bis 1995 in Full House die Nervensäge Kimmy Gibbler, D.J. Tanners beste Freundin. In der Serie trug sie häufig schrille Kleidung und legte sich des Öfteren mit dem Vater ihrer besten Freundin, Danny Tanner, gespielt von Bob Saget, an. In der Nachfolgeserie Fuller House nahm Barber diese Rolle als eine der Hauptfiguren von 2015 bis 2019 wieder auf.
Andrea Barber war von 2002 bis zu ihrer Scheidung im Jahr 2014 mit Jeremy Rytky verheiratet, mit dem sie zwei gemeinsame Kinder hat. Barber hat einen Master in Frauenforschung der University of York in England.

## Filmografie
- 1982–1986: Zeit der Sehnsucht (Days of Our Lives)
- 1985: Vergesst die Liebe nicht (Do You Remember Love)
- 1986: The Leftovers
- 1987–1995: Full House (Fernsehserie, Nebenrolle Staffel 1–4, Hauptrolle Staffel 5–8)
- 2000: The Skateboard Kid II
- 2016–2020: Fuller House (Fernsehserie, 75 Folgen)
- 2020: Minutiae (Fernsehserie, 4 Folgen)
- 2021–2024: Ein Mädchen namens Lay Lay (That Girl Lay Lay, Fernsehserie, 18 Folgen)
- 2022: Christmas on Candy Cane Lane (Fernsehfilm)

Gastauftritte
- 1985: Unbekannte Dimensionen (The Twilight Zone, Folge 1.05)
- 1986–1987: Our House (Folgen 1.05 und 2.04)
- 1990: Unser lautes Heim (Growing Pains, Folge 6.05)